# Campeonato Femenino de la UEFA de 1991
El Campeonato Femenino de la UEFA de 1991 fue la cuarta edición de la principal competición internacional femenina de fútbol a nivel de selecciones nacionales absolutas de Europa, organizado por la UEFA. Se llevó a cabo del 10 al 14 de julio en Dinamarca.
El torneo fue ganado por Alemania en una final contra Noruega en una reedición de la final de la edición anterior. En total, 18 equipos ingresaron a la clasificación, lo que fue suficiente para que la competencia fuera la primera completamente oficial, por lo que el nombre fue cambiado al Campeonato Femenino de la UEFA.

## Clasificación
Esta fase sirvió como la ronda de clasificación europea para la Copa Mundial Femenina de Fútbol de 1991, y de clasificación para la fase final del Campeonato Femenino de la UEFA de 1991.

## Equipos participantes
| Alemania  | 1 | Campeón en 19892      |
| Dinamarca | 1 | Semifinalista en 1984 |
| Italia    | 3 | Tercer puesto en 1987 |
| Noruega   | 2 | Campeón en 1987       |

1 Negrilla indica campeón para ese año. Italica indica anfitrión para ese año.
2 Como Alemania Occidental

## Resultados
|  | Semifinales  | Semifinales  | Semifinales |         |                 | Final           | Final         | Final         |  |
|  |              |              |             |         |                 |                 |               |               |  |
|  |              |              |             |         |                 |                 |               |               |  |
|  | Noruega (p.) | Noruega (p.) | 0 (8)       |         |                 |                 |               |               |  |
|  | Noruega (p.) | Noruega (p.) | 0 (8)       |         |                 |                 |               |               |  |
|  | Dinamarca    | Dinamarca    | 0 (7)       |         |                 |                 |               |               |  |
|  | Dinamarca    | Dinamarca    | 0 (7)       |         | Alemania (t.s.) | Alemania (t.s.) | 3             |               |  |
|  |              |              |             |         | Alemania (t.s.) | Alemania (t.s.) | 3             |               |  |
|  |              |              | Noruega     | Noruega | 1               |                 |               |               |  |
|  | Alemania     | Alemania     | Noruega     | Noruega | 1               | 3               |               |               |  |
|  | Alemania     | Alemania     |             |         |                 | 3               |               |               |  |
|  | Italia       | Italia       | 0           |         |                 | Tercer puesto   | Tercer puesto | Tercer puesto |  |
|  | Italia       | Italia       | 0           |         |                 | Tercer puesto   | Tercer puesto | Tercer puesto |  |
|  |              |              |             |         |                 |                 |               |               |  |
|  |              |              |             |         |                 | Dinamarca       | Dinamarca     | 2             |  |
|  |              |              |             |         |                 | Dinamarca       | Dinamarca     | 2             |  |
|  |              |              |             |         |                 | Italia          | Italia        | 1             |  |
|  |              |              |             |         |                 | Italia          | Italia        | 1             |  |
|  |              |              |             |         |                 |                 |               |               |  |

### Semifinales
| 10 de julio de 1991 | Noruega                                                                                     | 0:0 (t. s.)(8:7 p.)        | Dinamarca                                                                                        | Estadio Hjørring, Hjørring                              |                                                         |
| 19:00               |                                                                                             | Reporte                    |                                                                                                  | Asistencia: 4,850 espectadores Árbitro(s): Lube Spassov | Asistencia: 4,850 espectadores Árbitro(s): Lube Spassov |
|                     |                                                                                             | Tiros desde el punto penal |                                                                                                  |                                                         |                                                         |
|                     | - Svensson - Aarønes - Carlsen - Zaborowski - Riise - Medalen - Hegstad - Nyborg - Espeseth |                            | - Kolding - Thychosen - Sefron - Jacobsen - Bagge - Gam-Pedersen - Christensen - Hansen - Jensen |                                                         |                                                         |

| 11 de julio de 1991 | Alemania                  | 3:0 (1:0) | Italia | Estadio Frederikshavn, Frederikshavn                      |                                                           |
|                     | Mohr 30', 58' · Raith 60' | Reporte   |        | Asistencia: 3,000 espectadores Árbitro(s): Roger Philippi | Asistencia: 3,000 espectadores Árbitro(s): Roger Philippi |

### Tercer puesto
| 14 de julio de 1991 | Dinamarca                        | 2:1 (0:1) | Italia      | Aalborg Portland Park, Aalborg                                 |                                                                |
| 12:15               | Jensen 22' · Furlotti 85' (a.g.) | Reporte   | Fiorini 68' | Asistencia: 3,100 espectadores Árbitro(s): Raúl Garcia de Loza | Asistencia: 3,100 espectadores Árbitro(s): Raúl Garcia de Loza |

### Final
| 14 de julio de 1991 | Alemania                   | 3:1 (0:0, 1:1) (t. s.) | Noruega     | Aalborg Portland Park, Aalborg                             |                                                            |
|                     | Mohr 62', 100' · Neid 110' | Reporte                | Hegstad 54' | Asistencia: 6,000 espectadores Árbitro(s): James McCluskey | Asistencia: 6,000 espectadores Árbitro(s): James McCluskey |

|                             |
| Bandera de Alemania         |
| Campeón Alemania 2.º título |

## Estadísticas

### Tabla general

Países participantes según la fase alcanzada en el torneo.

- Nota: en este torneo se entregaban dos puntos por cada partido ganado y un punto por cada partido empatado.

| Equipo | Equipo    | Pts. | PJ | PG | PE | PP | GF | GC | Dif. | Rend. |
| ------ | --------- | ---- | -- | -- | -- | -- | -- | -- | ---- | ----- |
| 1      | Alemania  | 4    | 2  | 2  | 0  | 0  | 6  | 1  | 5    | 100%  |
| 2      | Noruega   | 1    | 2  | 0  | 1  | 1  | 1  | 3  | -2   | 25%   |
| 3      | Dinamarca | 3    | 2  | 1  | 1  | 0  | 2  | 1  | 1    | 75%   |
| 4      | Italia    | 0    | 2  | 0  | 0  | 2  | 1  | 5  | -4   | 0%    |

### Goleadoras
| Jugadora       | Selección | Goles |
| -------------- | --------- | ----- |
| Heidi Mohr     | Alemania  | 4     |
| Silvia Raith   | Alemania  | 1     |
| Silvia Neid    | Alemania  | 1     |
| Helle Jensen   | Dinamarca | 1     |
| Silvia Fiorini | Italia    | 1     |
| Birth Hegstad  | Noruega   | 1     |

### Autogoles
| Jugadora       | Selección | Rival     | Autogoles |
| -------------- | --------- | --------- | --------- |
| Maura Furlotti | Italia    | Dinamarca | 1         |